# لاگوس د مورنو
لاگوس د مورنو (به اسپانیایی: Lagos de Moreno) از شهرهای کشور مکزیک است که در ایالت خالیسکو قرار دارد و جمعیت آن طبق سرشماری سال ۲۰۱۰ میلادی ۹۸٬۲۰۶ نفر بوده است.

## نگارخانه

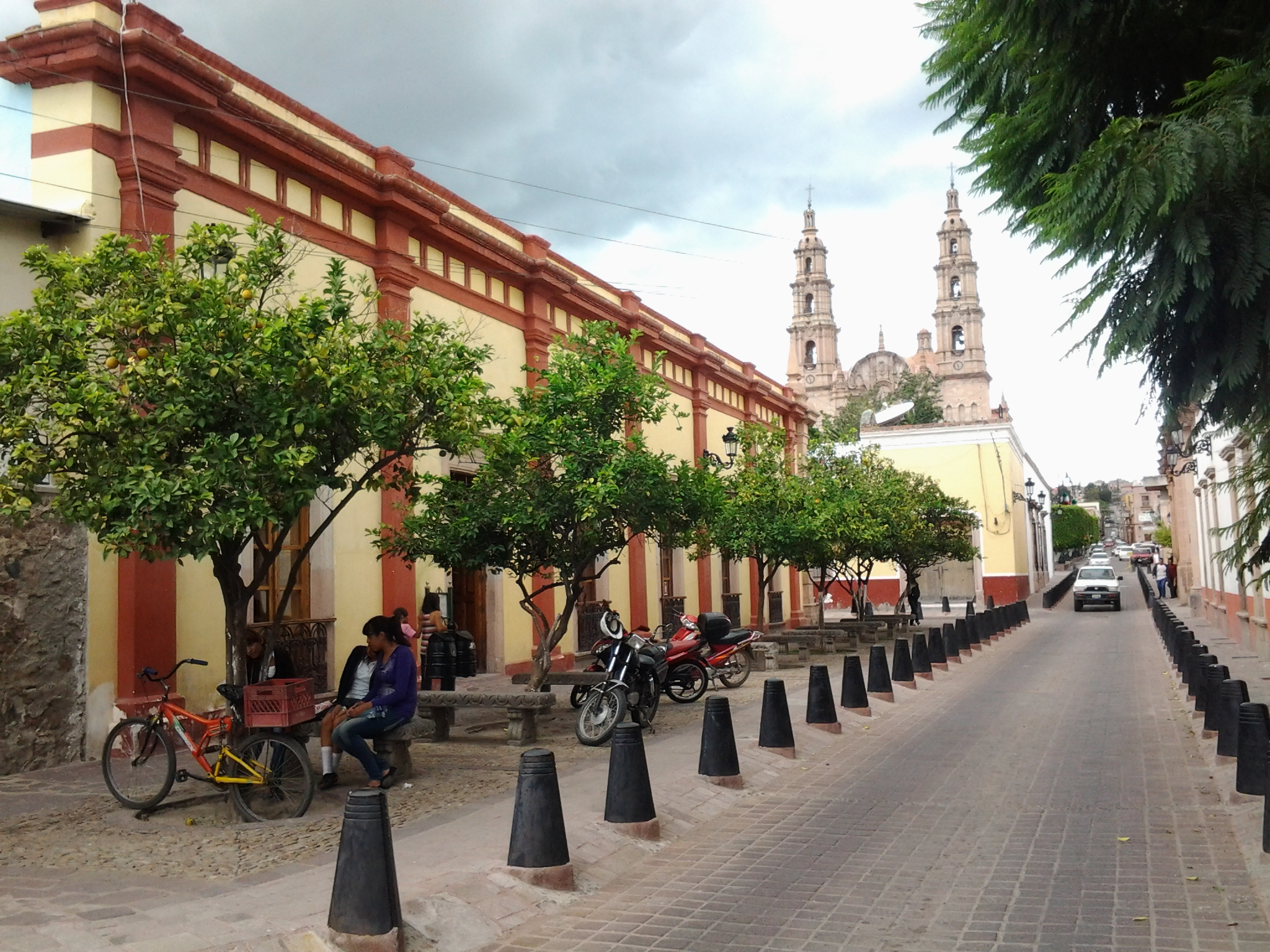
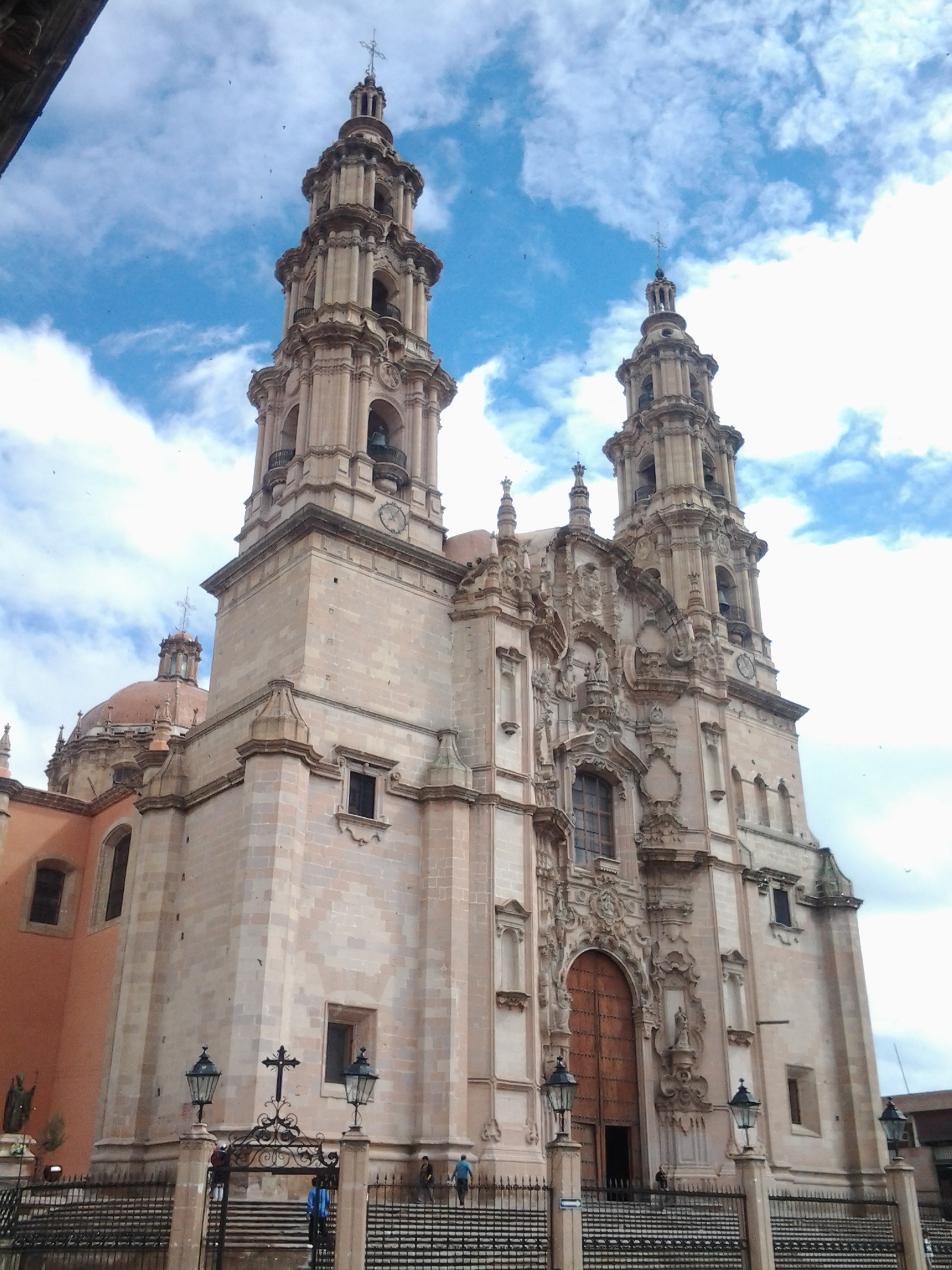
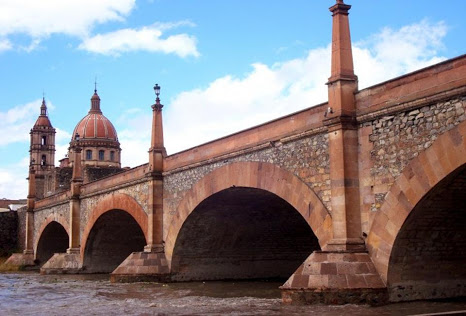
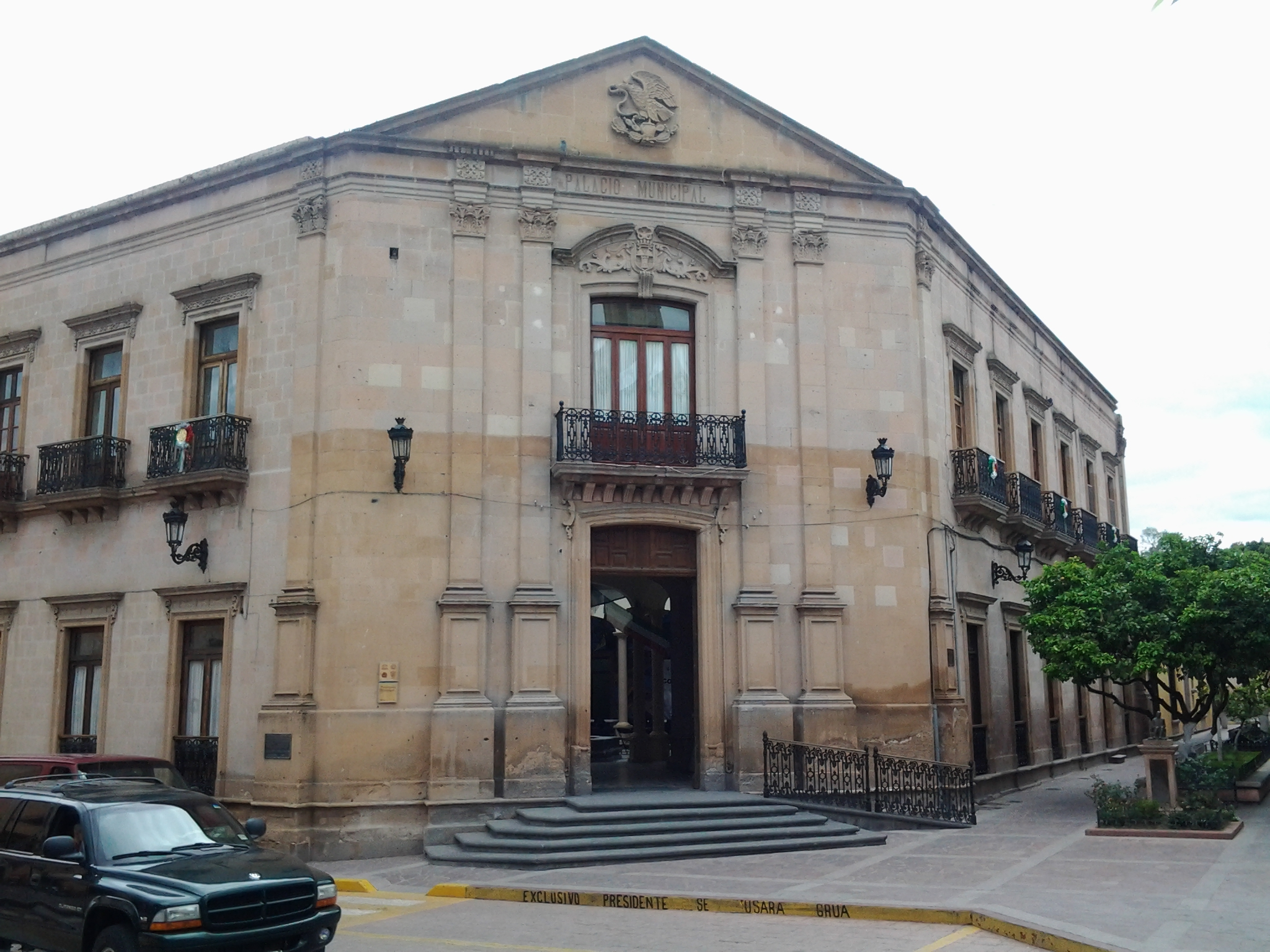
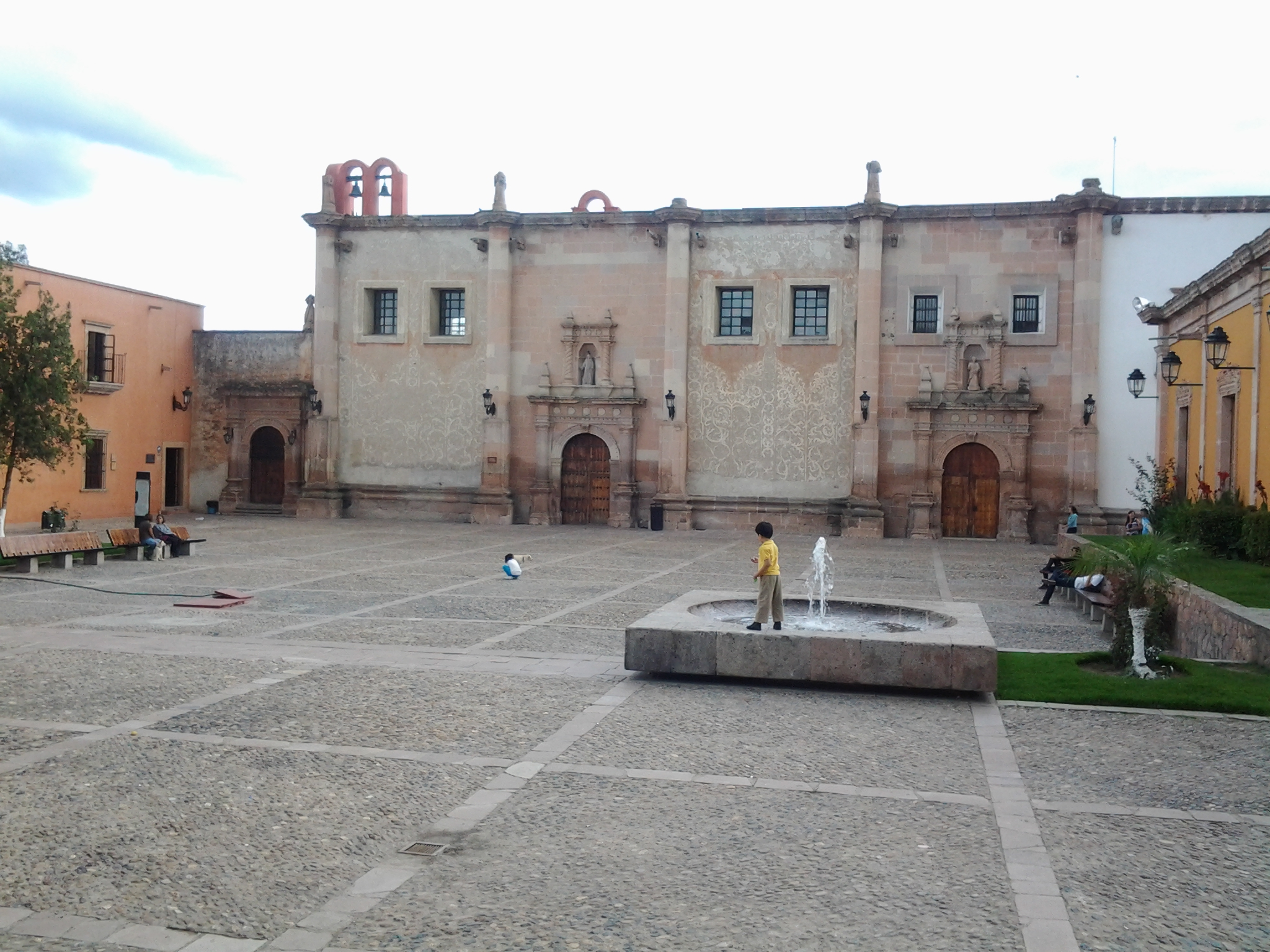
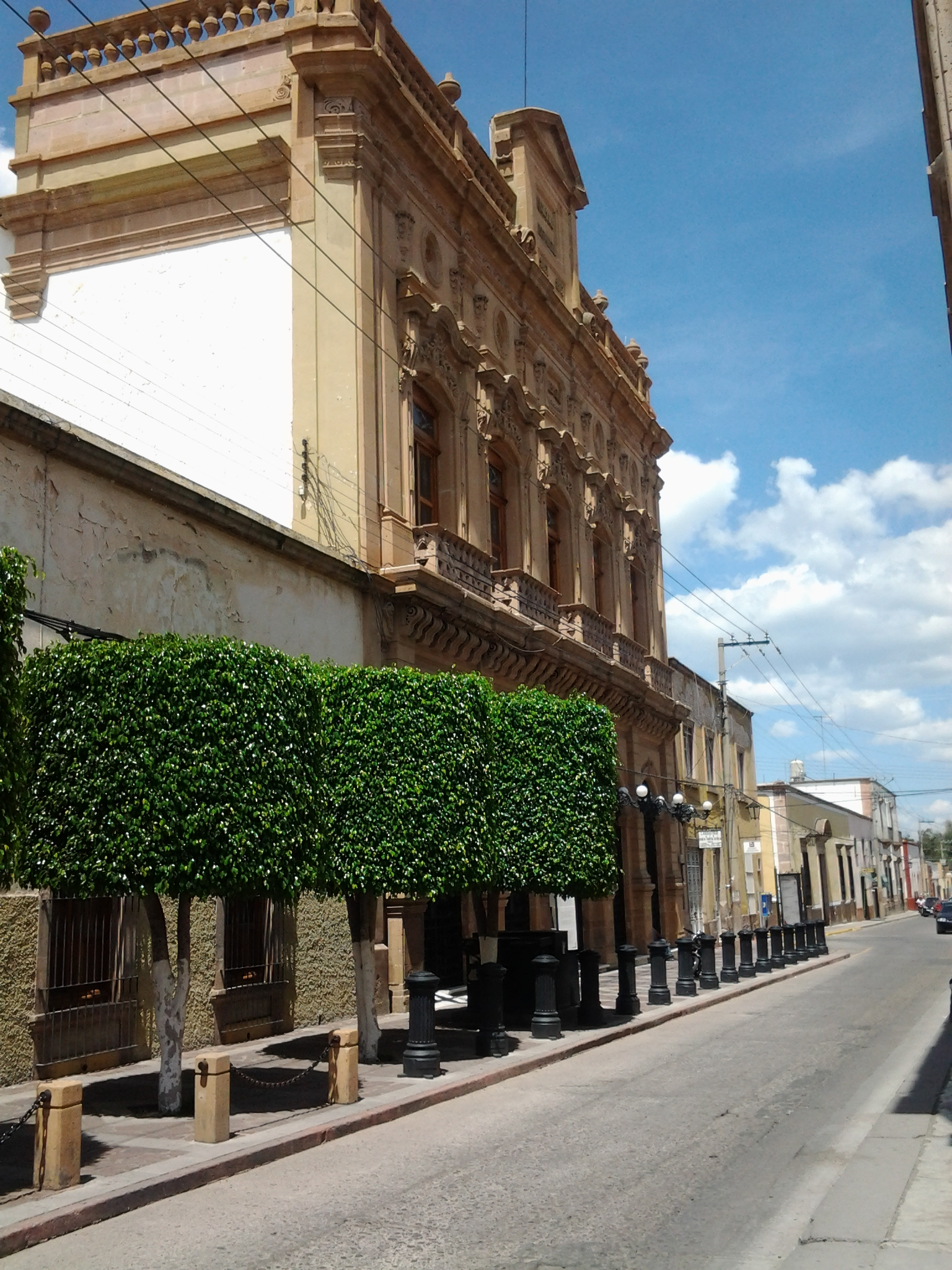
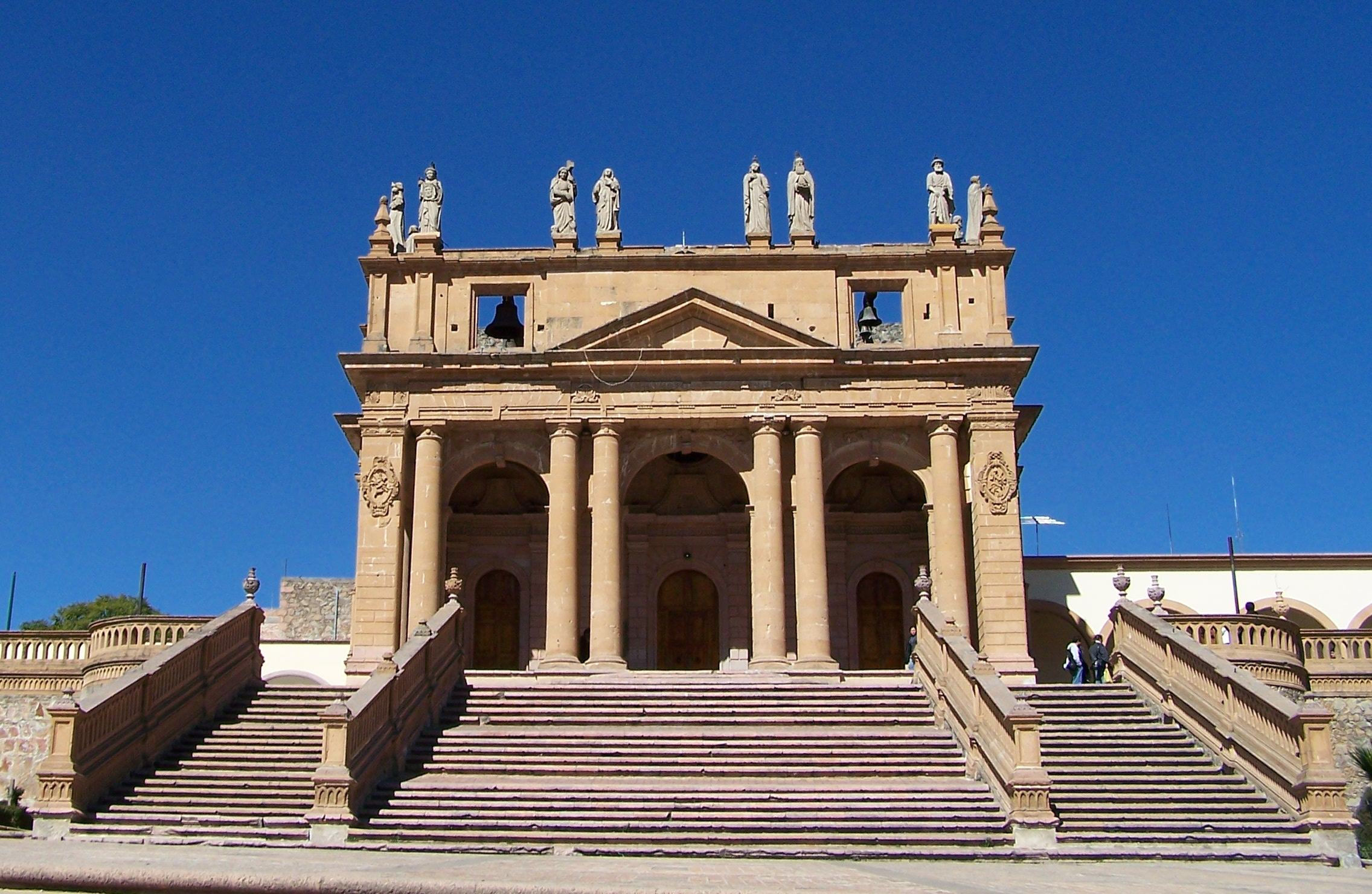
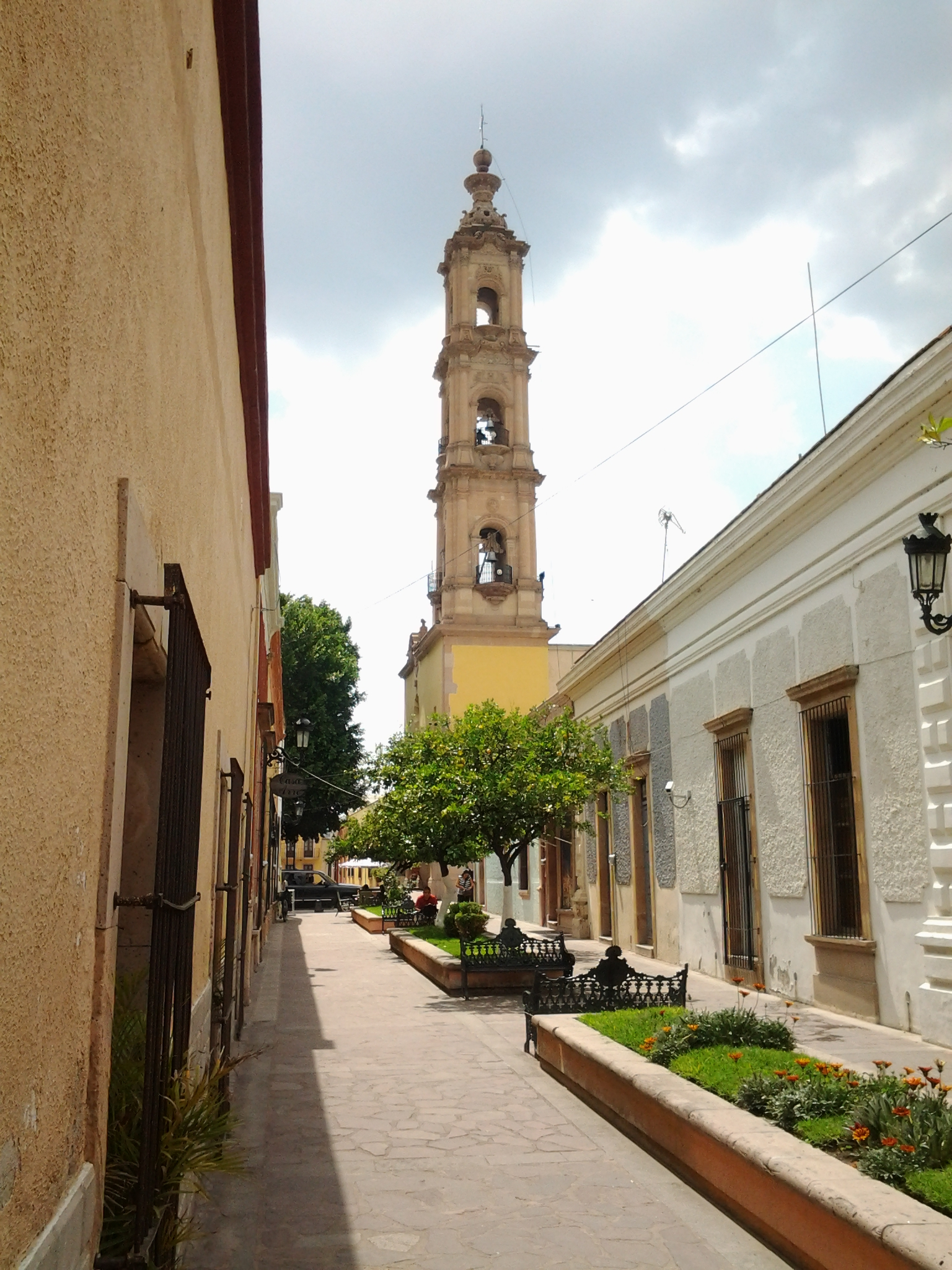
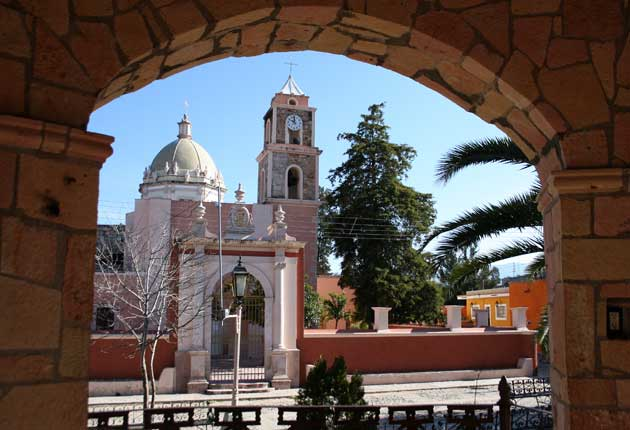
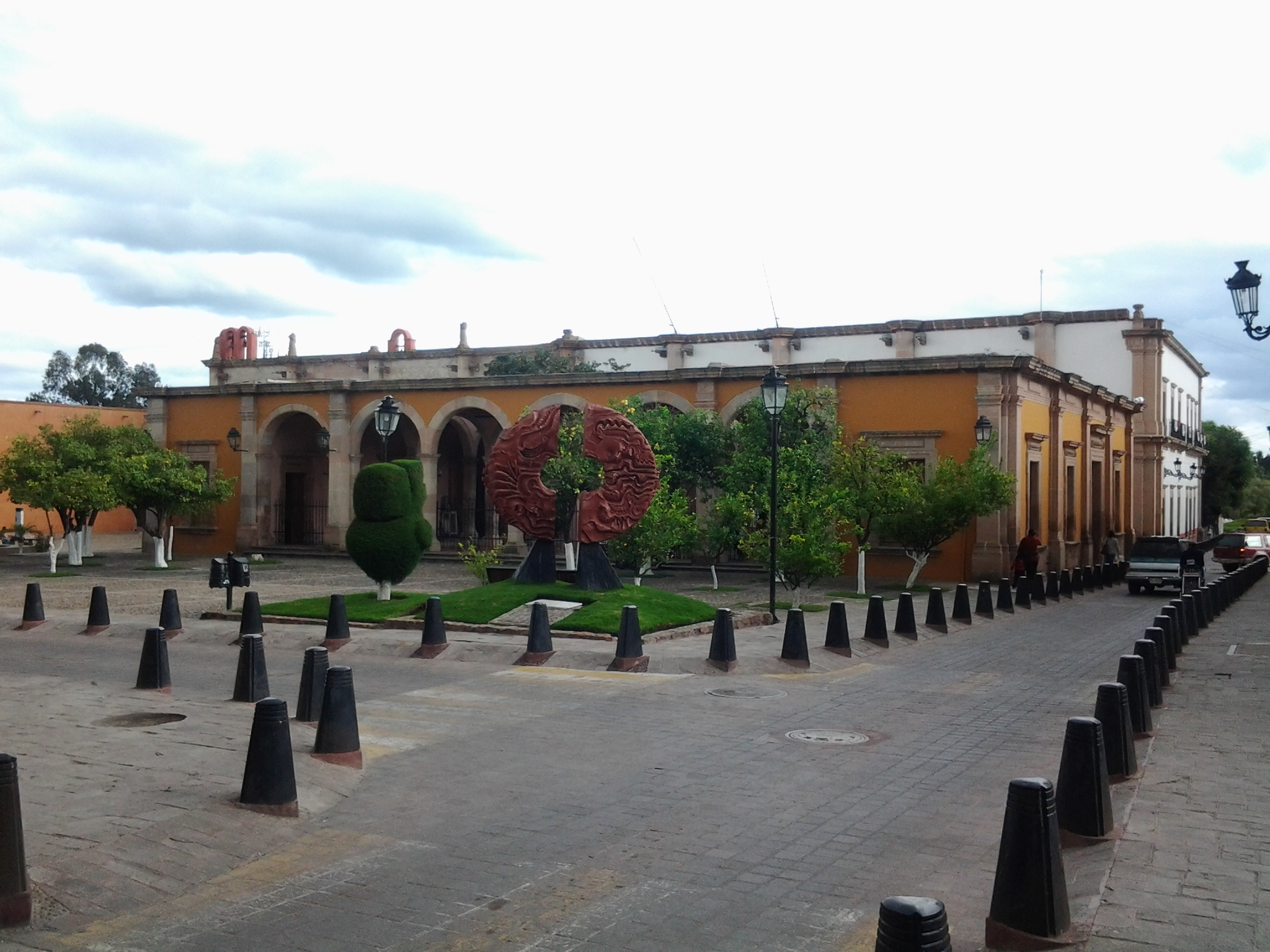
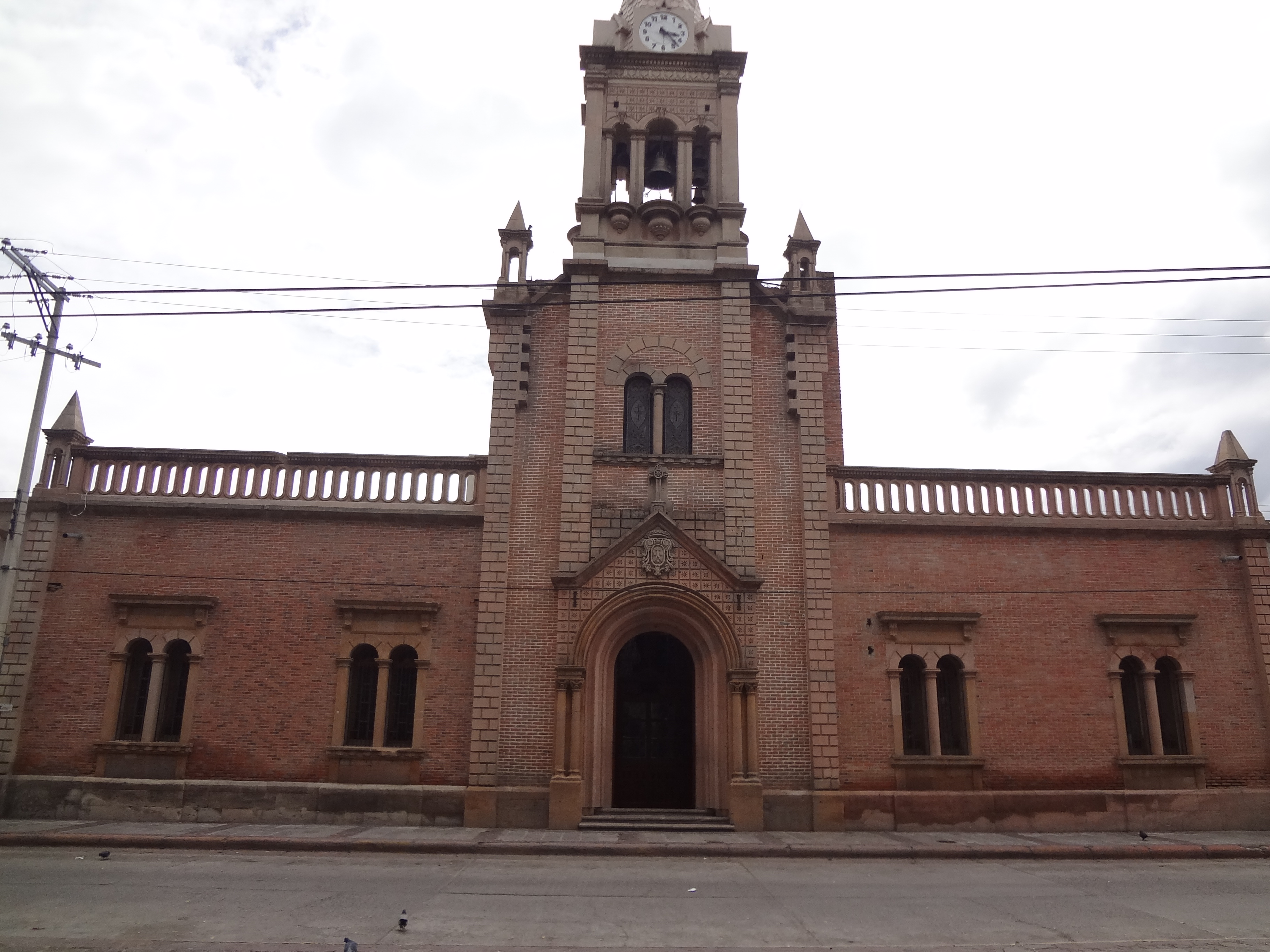
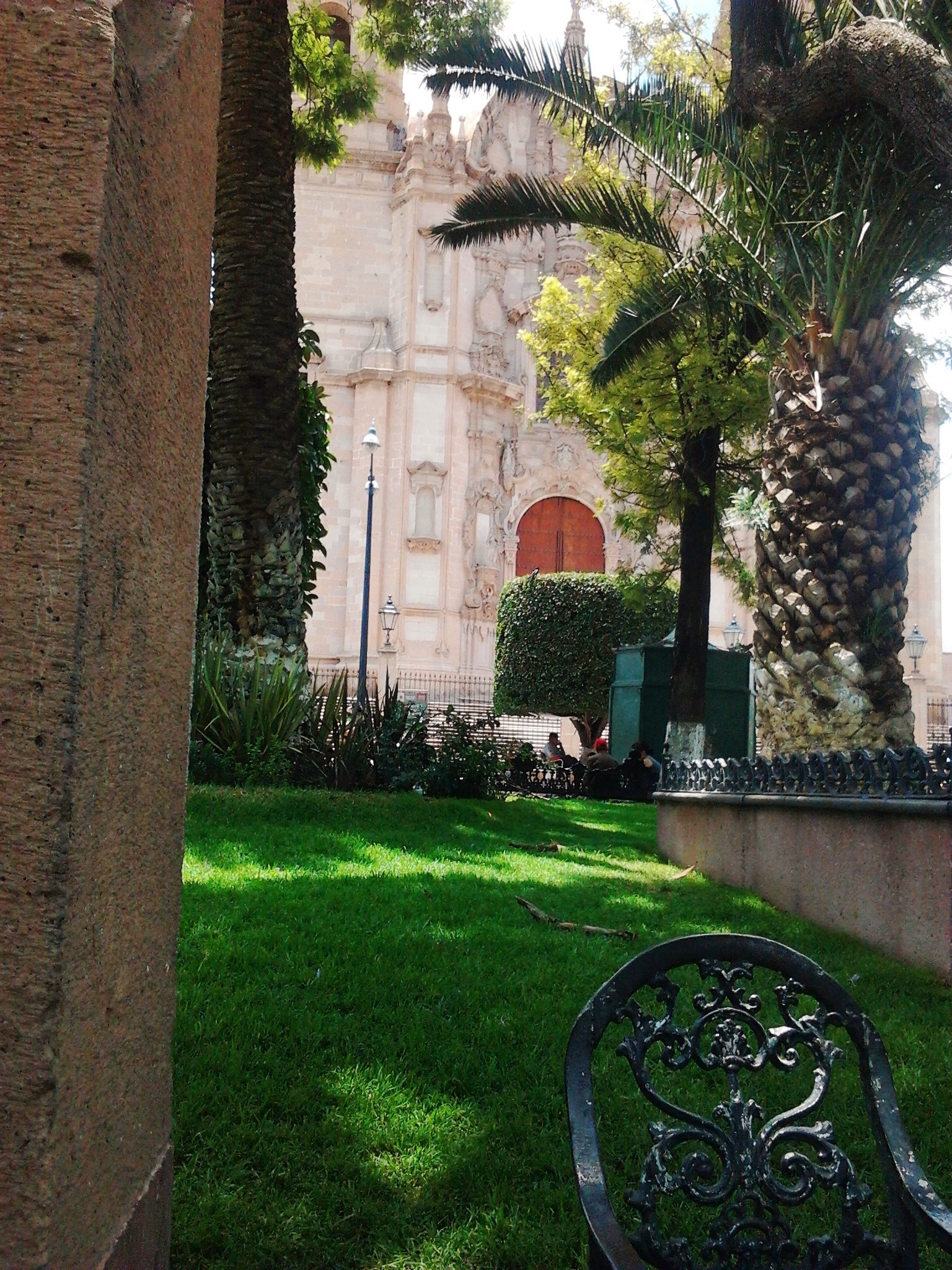